# Gazelle-Halbinsel
Die Gazelle-Halbinsel ist der nordöstliche Teil der zum Bismarck-Archipel im Pazifik gehörenden Insel Neubritannien (kolonialdeutsch Neupommern) in Papua-Neuguinea. Die Halbinsel ist Teil der Provinz East New Britain. Ihren Namen erhielt sie nach dem deutschen Kriegsschiff Gazelle, das auf einer Expedition im August 1875 die Blanchebucht im Nordosten besuchte und den Naturhafen vermaß. Bereits 1872 hatte sich die englische HMS Blanche in der Bucht aufgehalten, nach der diese benannt wurde (Blanche Bay, später eingedeutscht zu Blanche Bai oder Blanchebucht). Der Simpsonhafen im hinteren Teil erhielt seinen Namen nach dem Kommandanten des Schiffes, Kapitän Cortland Simpson (Simpson Harbour). Auf Grund günstiger ökologisch-geologischer Bedingungen gehört die Gazelle-Halbinsel zu den sehr alten Besiedlungsgebieten des Bismarck-Archipels.

## Geographie

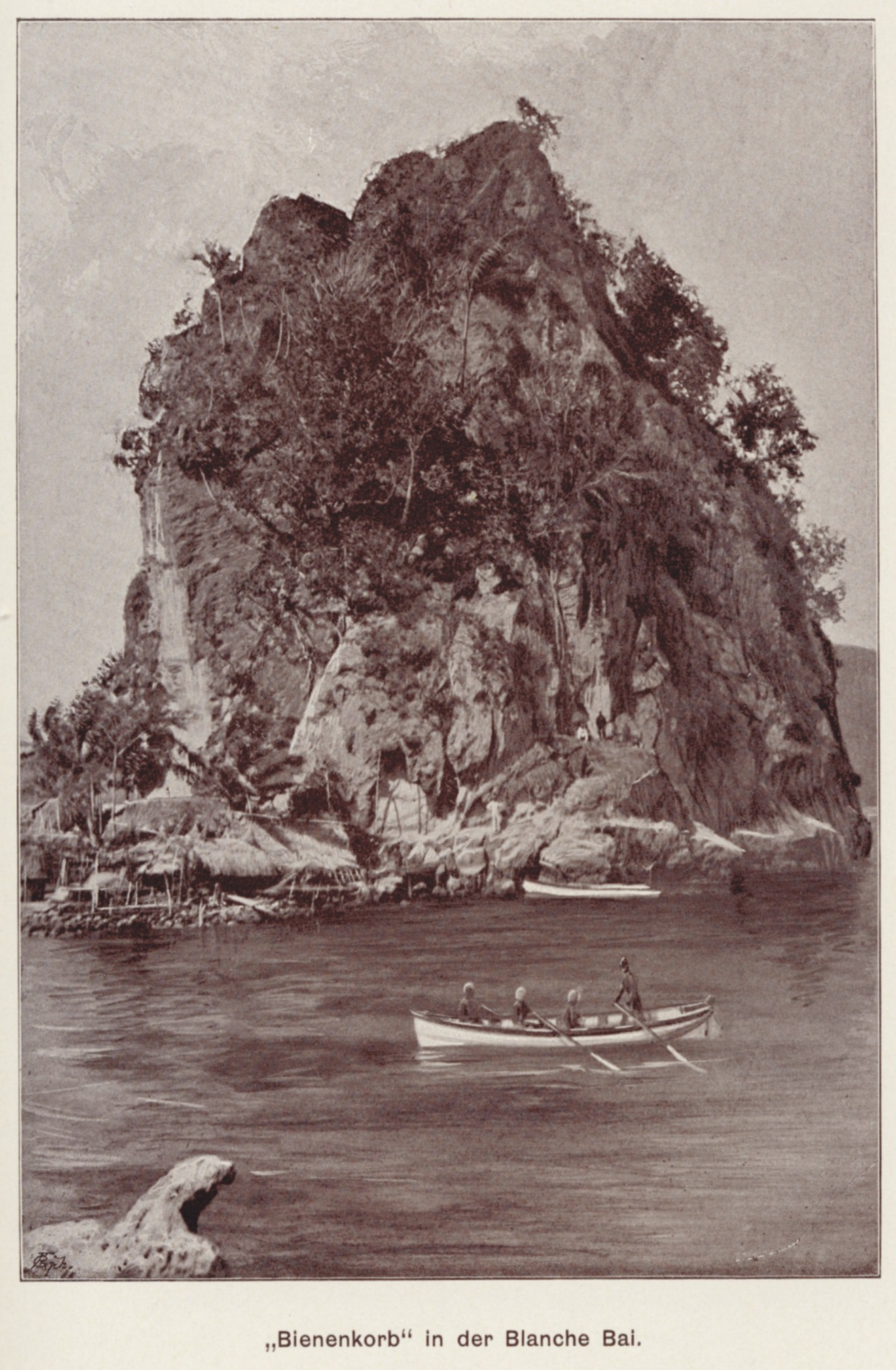
Einer der sogenannten Bienenkörbe in der Blanchebucht (Aquarell um 1890 von Joachim Graf Pfeil)

### Topologie und Geologie
Die Gazelle-Halbinsel beginnt im Südwesten an der Landenge von Neubritannien, welche ihrerseits von der Offenen Bai (Open Bay) und der Großen Bai (Wide Bay) begrenzt wird. Der östlichste Landzipfel der Halbinsel ist das Kap Gazelle, das in den St.-Georgs-Kanal (Saint George’s Channel) hineinragt. Das Gebiet ist größtenteils gebirgig mit Erhebungen meist bei 1000 Metern und darüber. Im Zentrum der Halbinsel befindet sich der Mount Sinewit mit 2063 Metern ü. M. Den Hauptteil der Landfläche bilden die Bainingberge, die nach der in ihnen lebenden Volksgruppe der Baining benannt sind. Sie beginnen im Nordwesten in geringer Entfernung von der Küste und erstrecken sich über das grüne Landesinnere bis zur Südostküste nahe der Großen Bai (Wide Bay). Ihnen vorgelagert sind im Norden und Westen fruchtbare und wasserreiche Ebenen, die von eingewanderten Europäern im 19. Jahrhundert zur Anlage von Plantagen verwendet wurden.
Die Region ist vulkanisch aktiv. Ihre Kraterlandschaft liegt auf einer Landzunge (auch Krater-Halbinsel genannt), welche die Blanchebucht (Blanche Bay) im nördlichen Teil umschließt. Wichtigste Krater sind die Mutter (Mount Kombiu, 685 m. ü. M.), Nordtochter (Mount Tovanumbatir, 539 m. ü. M.) und Südtochter (Mount Turanguna, 494 m. ü. M.). Der heute bekannteste Vulkan ist der Tavurvur (früher Ghaie). Er entstand bei einem Ausbruch der Mutter im Februar 1878.
Die Blanchebucht ist eine große Caldera mit zahlreichen Eruptionsstellen und Fumarolen. An ihrer Westseite befindet sich der Vulkan Raluan. Hier entstand beim Ausbruch der Mutter im Februar 1878 zunächst eine Insel (Vulkan-Insel oder Volcanic Island), die bei einem späteren Ausbruch des Tavurvur (1937) gehoben, selber vulkanisch aktiv und durch eine Landzunge mit dem Festland verbunden wurde. Auch die Hafeninsel Matupi soll laut mündlicher Überlieferung der Tolai durch vulkanische Aktivität entstanden sein. Westlich von ihr befinden sich die „Bienenkörbe“ (Beehives oder Dawapia Rocks), zwei kegelförmige Felseninseln aus Tuffgestein.
Im Seegebiet nördlich der Kraterhalbinsel liegt eine große unterseeische Caldera. Diese „Tavui-Caldera“ besitzt eine Ausdehnung von etwa 10 auf 12 Kilometer. Sie wurde 1985 bei ozeanographischen Vermessungsarbeiten entdeckt. Ihre letzte vulkanische Aktivität datiert etwa 5000 Jahre zurück.

## Geschichte

### Europäische Entdeckung und frühe Handelsbeziehungen

Frühe Karte der Gazelle-Halbinsel nach Vermessungen der SMS Gazelle und den Kapitänen H. Brück, E. Hernsheim und J.T. Blohm (Friederichsen, Hamburg, 1879)

Zu Beginn des 19. Jahrhunderts war die Gazelle-Halbinsel in Europa noch unbekannt. Erst ab den 1830er Jahren fuhren gelegentlich Walfangschiffe aus den Vereinigten Staaten und Hawaii die nordöstlichen Küsten an. Gegen europäische Halbwaren tauschten sie frischen Proviant. Der Handel mit den Insulanern fand zumeist auf den Schiffen statt und verlief überwiegend friedlich.
In der Blanchebucht im Norden der Halbinsel landete im April 1873 Kapitän Georg Christoph Levison zwei Engländer, die für die Hamburger Firma J.C. Godeffroy & Sohn als erste stationäre Händler tätig werden sollten. Wegen Ausfälligkeiten konnten die Männer sich aber nicht halten und mussten nach dreimonatigem Aufenthalt auf die benachbarten Duke-of-York-Inseln fliehen. Hier wurden sie von einem Handelsschoner abgegriffen.
In der zweiten Jahreshälfte 1875 gründete der englische Reverend George Brown für die Wesleyanische Mission (Australien) eine Station auf der Insel Amakada (Duke-of-York-Insel). Von dort leitete er die Missionierung der Gazelle-Halbinsel ein. Etwa zur selben Zeit errichtete der deutsche Handelskapitän Eduard Hernsheim im Norden der Duke-of-York-Insel eine Niederlassung. Über seinen Agenten J. T. Blohm eröffnete er an den Nordstränden der Gazelle-Halbinsel und in der Blanchebucht ein ambulantes Tauschgeschäft (Schildkrötenpanzer gegen Glasperlen und Baumwollzeuge). Für das Handelshaus Capelle & Co (Marshallinseln) gründete der schottische Kapitän Edward Milne zur Jahreswende 1875/76 im Dorf Nodup (Bezirk Beridni) eine erste permanente Station.
Kapitän Levison kehrte im folgenden Juli auf die Insel Mioko (Duke-of-York-Inseln) zurück und brachte nun einige europäische Händler von Samoa, mit denen er das Geschäft für Godeffroy & Sohn im „großen Stil“ eröffnete. Auf einer Fahrt gegen Ende des Monats entdeckte Levison im Bezirk Kabaira (Gazelle-Halbinsel) eine Bucht mit Ankergrund, die er zu Ehren seines Vorgesetzten Theodor Weber „Weberhafen“ (heute: Ataliklikun Bay) nannte. Hier errichteten Godeffroy & Sohn eine Faktorei, die bis zum Konkurs der Firma (1879/80) das Zentrum ihrer Aktivitäten im Inselgebiet bildete.
Die inzwischen gegründete Firma Hernsheim & Co verlegte im Juli 1879 ihren Hauptsitz von Duke-of-York auf die Hafeninsel Matupi (Blanchebucht). Eine im Norden schon bestehende Niederlassung erweiterte man zur Faktorei. In den folgenden Jahren entstand am Ostrand Matupis eine zweite Faktorei für Hernsheim & Co, die ab April 1883 auch zeitweilig das Kaiserlich-deutsche Konsulat beheimatete.
Anfang der 1880er Jahre verfügten Hernsheim & Co in der Blanchebucht und dem Bezirk Birara über insgesamt sieben Handelsstationen mit europäischen Leitern. Die Geschäfte der Deutschen Handels- und Plantagengesellschaft (Nachfolgeunternehmen von Godeffroy & Sohn) konzentrierten sich mit insgesamt fünf Stationen auf die Nordstrände und den Weberhafen der Gazelle-Halbinsel.

### Erster Plantagenbau
Unterstützt durch den Tropenpflanzer Richard Parkinson begann der Australier James Farrell ab November 1882 mit dem ersten systematischen Plantagenbau. Anfängliche Versuche einer intensiven Bewirtschaftung mit Baumwolle und Kaffee im Bezirk Birara schlugen fehl. Wegen fragwürdiger Landnahmen im Hinterland von Ralum sowie illegaler Einführung von Plantagenarbeitern geriet Farrell bei englischen und deutschen Behörden in die Kritik. Infolge seines Todes (März 1888) meldete seine Firma Konkurs an. Nach vergeblicher Suche nach einem Käufer entschied sich Farrells Witwe Emma Forsayth zur Weiterführung unter ihrem ehemaligen Namen, E.E. Forsayth & Co., mit neuem Hauptsitz in Guanantambu (bei Herbertshöhe, heute Kokopo). Trotz einer aggressiven Expansionspolitik schrieb der Plantagenbau-Zweig der Gesellschaft aber noch 1909 Verluste. Unter anderem deshalb wurde die E.E. Forsayth & Co. an die Hamburgische Südsee-Aktiengesellschaft (HASAG) unter Heinrich Rudolph Wahlen verkauft.
Hernsheim & Co lehnten auf der Gazelle-Halbinsel einen Plantagenbau konsequent ab. Unter dem Geschäftsleiter für den Bismarckarchipel, Maximilian Thiel, legte die Firma lediglich eine Kokospflanzung bei Rabaul an, bei deren Aufbau auf Rodungen und das Setzen von Baumwolle als Vorfrucht verzichtet wurde. Auch andere auf der Halbinsel tätige Firmen stellten zu Beginn des 20. Jahrhunderts auf diesen extensiveren Typ der Bewirtschaftung um.

## Bewohner und Sprachen
Die Bewohner gehören zu den Volksgruppen der Tolai und der Baining. Es werden mehrere Sprachen auf der Halbinsel gesprochen, voran Kuanua, die Hauptsprache der Tolai. Zum Beginn des 20. Jahrhunderts entstand auf der Gazelle-Halbinsel die Kreolsprache Unserdeutsch.

Leben auf der Gazelle-Halbinsel
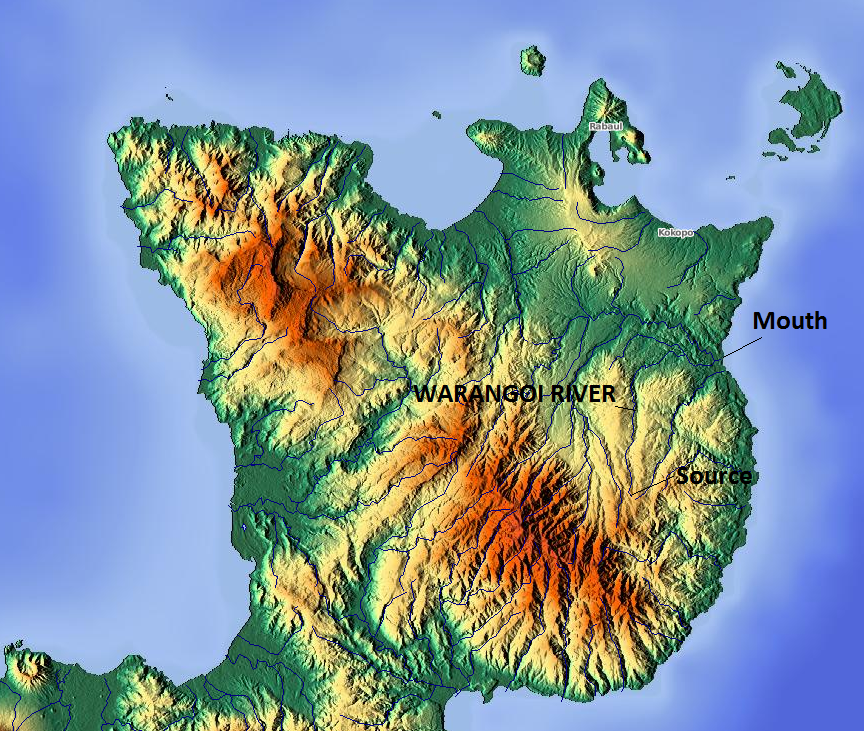
Tolai siedeln im Tiefland, die Baining in den Bergen
Dorf auf der Hafeninsel Matupi (um 1910)
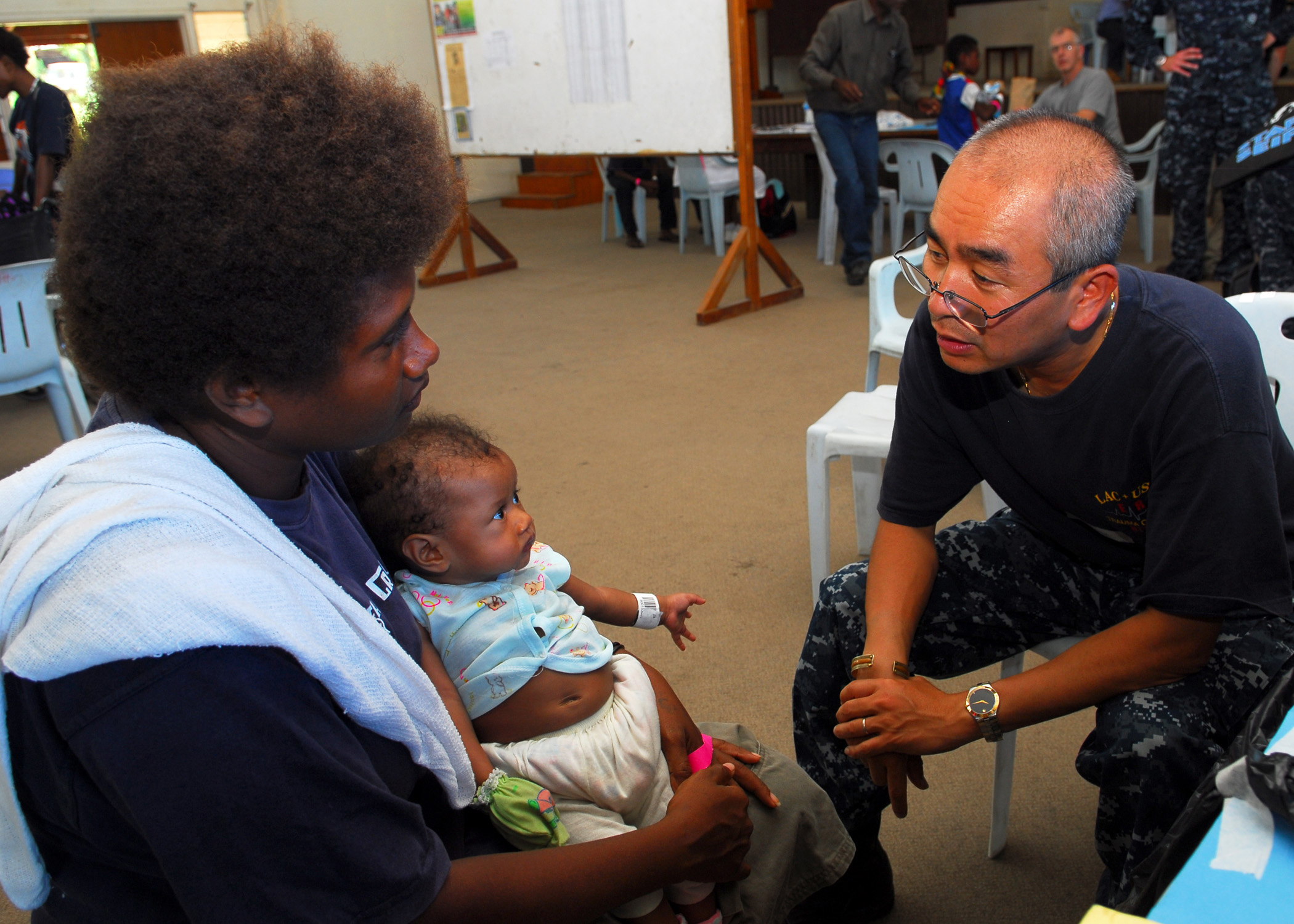
Medizinische Beratung in der Stadt Rabaul (2010)
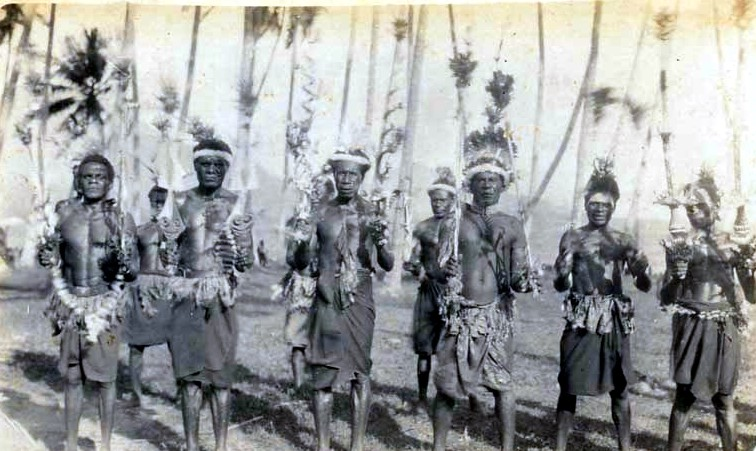
Tänzer der Tolai (1918)
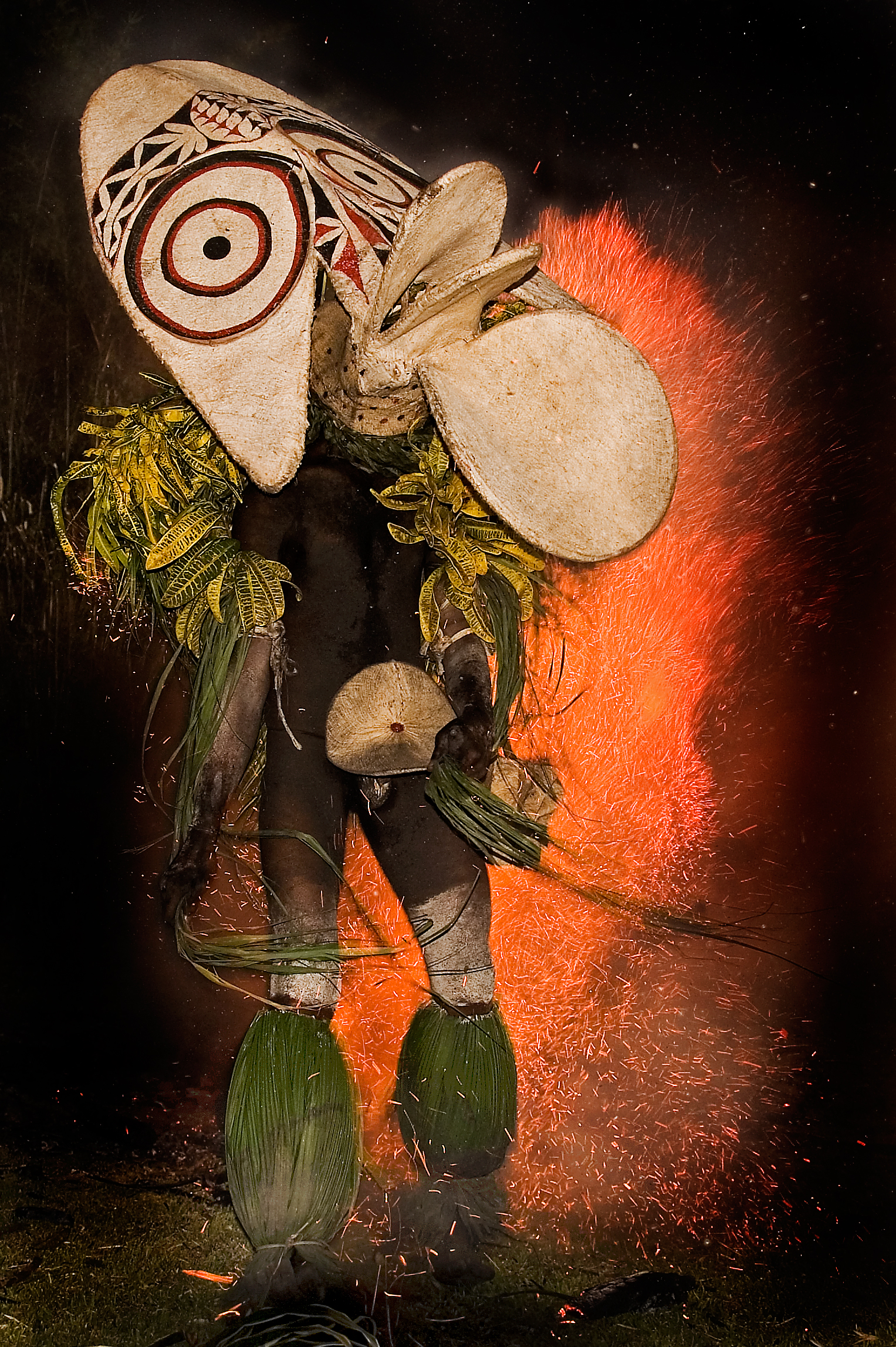
Feuertänzer der Baining in den Bergen (2008)
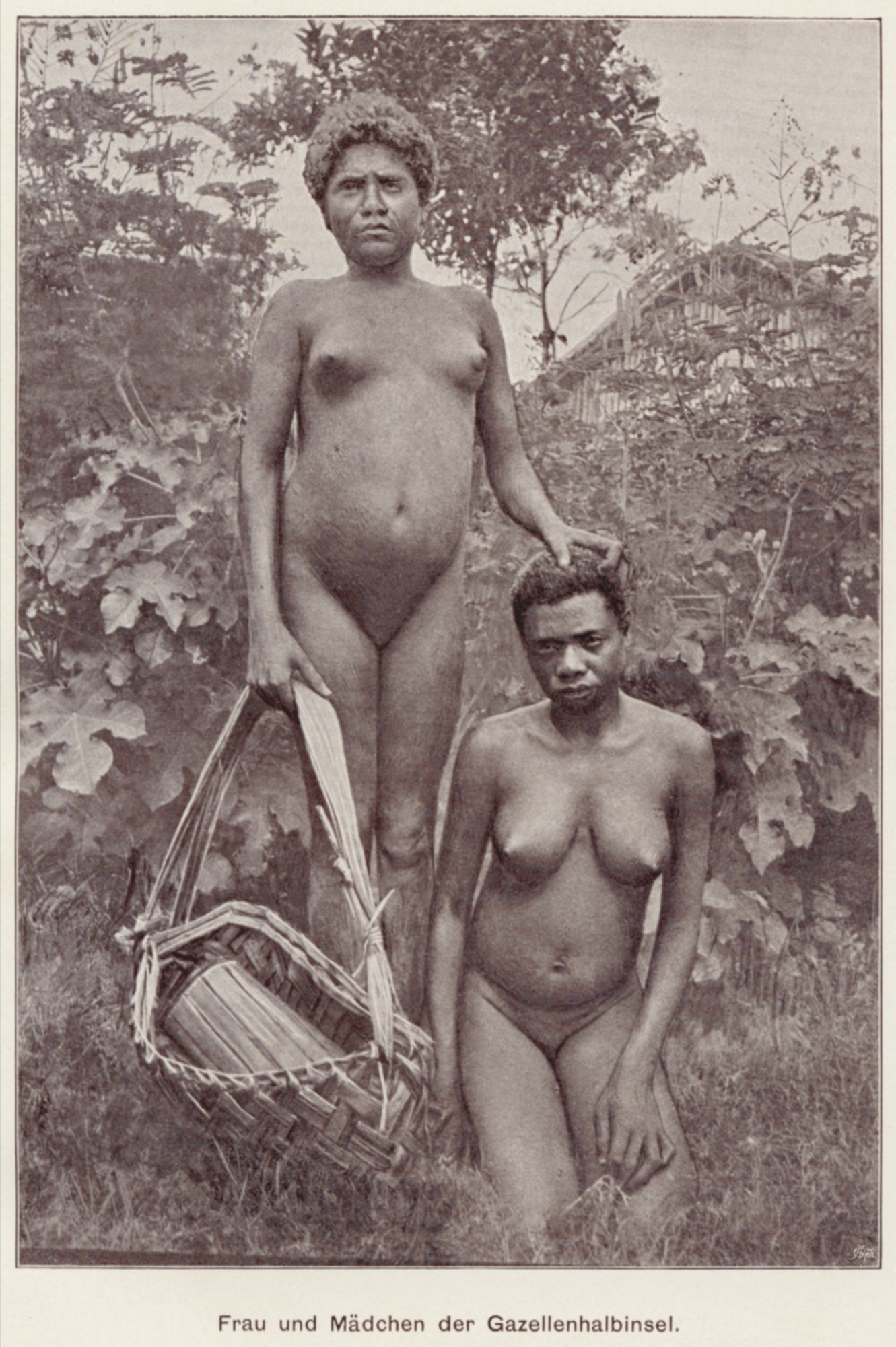
Frauen von der Gazelle-Halbinsel (1890)
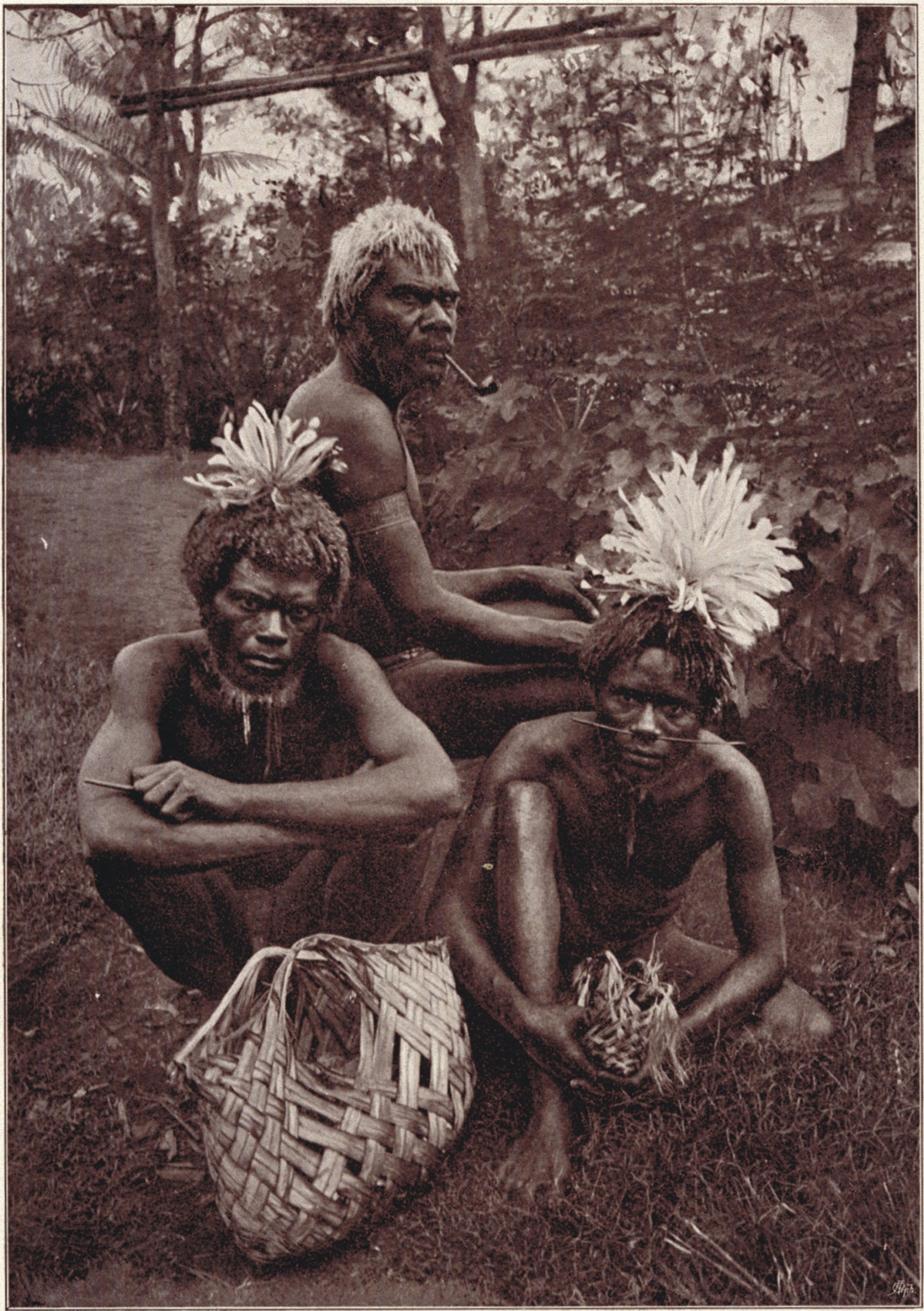
Männer von der Gazelle-Halbinsel (1890)

## Sehenswürdigkeiten

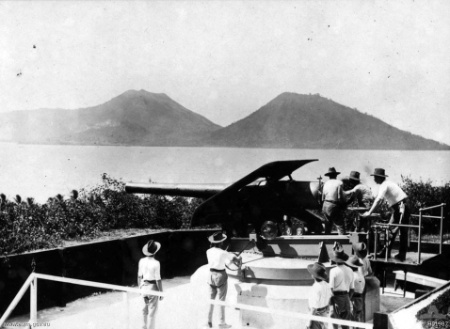
Britische Streitkräfte kontrollieren 1918 den Zugang zur Blanchebucht

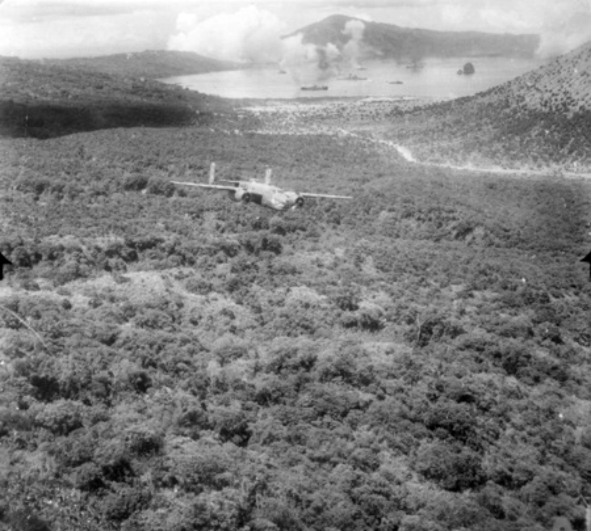
Bombardierung des Hafens von Rabaul durch US-Streitkräfte im Zweiten Weltkrieg

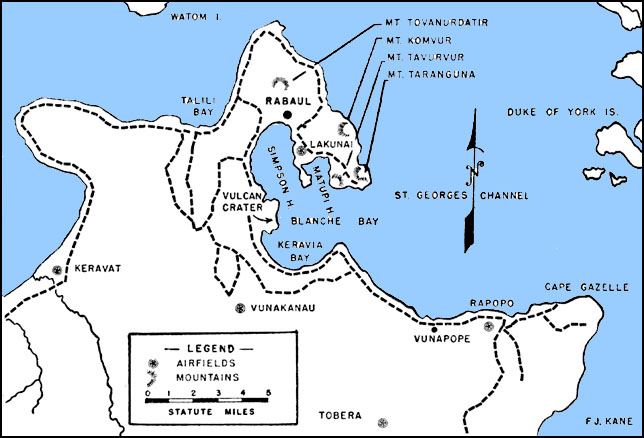
Situation der japanischen Besetzung 1942–43

Hauptattraktion der Gazelle-Halbinsel ist die Hafengegend, die im 20. Jahrhundert Schauplatz verschiedener Kriegsereignisse war.

## Wirtschaft und Infrastruktur

### Landwirtschaft, Fischereiwesen und Handel
Das wichtigste Exportgut der Gazelle-Halbinsel bis zum Ausbruch des Ersten Weltkrieges war die Kopra (getrocknetes Kokosnussfleisch). Intensiv bestellte Plantagen gab es aber auch zum Ende des Zeitraums nur bei den Siedlungen Herbertshöhe (Kokopo) und Ralum. Bis 1910 überwog bei Exporten die sogenannte „Handelskopra“ noch die „Plantagenkopra“. Auf die Halbinsel konzentrierte sich ferner der wenig ertragreiche Baumwollanbau von Deutsch-Neuguinea. Ab der Jahrhundertwende wurden ebenso Tabak und vereinzelt Früchte exportiert. Zuletzt war an der Ostküste ein Sägewerk der Neuguinea-Kompagnie in Betrieb (Matla), das einheimische Hölzer verarbeitete. Meeresprodukte wie Trepang und Schildpatt spielten im Außenhandel der Gazelle-Halbinsel traditionell eine untergeordnete Rolle. Auch das Fischereiwesen als Ganzes versorgte überwiegend den regionalen Markt. Ähnlich diente das im Inland kultivierte Taro im Wesentlichen zur Ernährung der Bevölkerung. Die Lehmböden in den Baining-Bergen bieten für den Anbau eine gute Voraussetzung.
Mit Unterstützung der Weltbank wurde nach der Zerstörung Rabauls (s. u.) ein großflächiges Entwicklungskonzept für den Nordostbereich der Halbinsel eingeleitet. Derzeit ist die wichtigste Einkommensquelle die Hafenwirtschaft. Weitere Haupterwerbszweige sind die Landwirtschaft und der Tourismus.

### Hauptorte
Die bedeutendste Ansiedlung stellte lange Zeit das Hafengebiet der ehemaligen Provinzhauptstadt Rabaul dar. Beim Ausbruch des Tavurvur im Jahr 1994 wurde Rabaul unter Asche begraben und an anderer Stelle neu aufgebaut. Seitdem ist Kokopo (bis 1914: Herbertshöhe) die Hauptstadt der Provinz East New Britain. Diese Siedlung liegt im Nordosten der Halbinsel. In ihr befand sich von 1899 bis 1910 der Sitz des Gouverneurs von Deutsch-Neuguinea.
Die Halbinsel Matupi ist traditionell bewohnt und kann entweder per Schiff oder über eine Straße erreicht werden. Weitere bedeutende Siedlungen befinden sich vor allem in den Küstenbereichen und flachen Gebieten.

### Verkehrswesen
Durch das ausgebaute Straßennetz sind die Gebiete im Inselinneren gut erschlossen. Es existiert ein verzweigtes öffentliches Verkehrssystem (PMV), das durch Busse einiger Hotelunternehmen ergänzt wird. Südlich der Blanchebucht, an der Landspitze des Kap Gazelle, befindet sich der Flughafen von Tokua.

### Beobachtung vulkanischer Aktivität
Als Konsequenz aus dem verheerenden Ausbruch des Tavurvur im Jahr 1937 errichtete man zur Überwachung vulkanischer Aktivitäten am Seitenhang der Nord-Tochter das Rabaul Volcanological Observatory (RVO). Während der japanischen Besetzung wurde die Anlage zerstört und durch den Seismologen Takashi Kizawa am Sulphur Creek wiederaufgebaut. Bei Bombardements der Alliierten wurde sie jedoch erneut zerstört. Die heutige Beobachtungsstation errichtete auf Initiative der australischen Regierung im Jahr 1950 G.A.M. Taylor auf der Observatory Ridge. Sie wird seit 1975 von der Geological Survey Division (GSD) Papua-Neuguineas betrieben.